# 아마가사키시
아마가사키시(일본어: 尼崎市)는 일본 효고현 남부에 있는 공업 도시이다. 중핵시로 지정되어 있고 1916년에 시로 승격하였다.

## 지리
효고현 남부에 위치하며 남쪽으로 오사카만, 서쪽으로 니시노미야시, 북쪽으로 이타미시, 동쪽으로 오사카부와 접하며, 북동쪽으로 도요나카시, 남동쪽으로 오사카시 니시요도가와구와 접한다. 효고현에서 인구 수로 네 번째이다.
주로 남부에는 공업 지역, 중남부에는 상업 지역, 그리고 중부에서 북부에 걸쳐 주택지가 펼쳐진 형태로 발전하고 있다. 철도를 이용해 20분 이내로 오사카시나 고베시에 도달할 수 있지만 공업도시로서 아마가사키시만의 독자적인 도시권을 이루며 오사카의 주택 지역으로서의 요소는 희미하다. 인구 밀도는 효고현에서 가장 높고 일본 전체로 넓혀도 20위 안에 들어간다. 또 남부의 해안부는 한신 공업지대의 중심부이기도 하지만 매립지가 많으며 해발 0m 이하의 지역이 적지 않다.

## 역사
에도 시대에 아마가사키번을 다스리던 아마가사키성이 있다. 1916년에 시가 되었고 2009년 4월 1일에 효고현에서 3번째로 중핵시가 되었다.
- 1871년 - 폐번치현으로 아마가사키현이 되었다.
- 1872년 - 효고현에 편입되었다.
- 1889년 4월 1일 - 정촌제 시행으로 아마가사키정이 성립하였다.
- 1916년 4월 1일 - 시로 승격해 아마가사키시가 되었다.
- 1936년 4월 1일 - 구 아마가사키시, 가와베군 오다촌이 합병해 새로운 아마가사키시가 성립하였다.
- 1942년 2월 11일 - 무코군 오조촌, 무코촌,  가와베군 다치바나촌을 편입하였다.
- 1945년 6월 1일, 6월 15일 - 미군 B-29에 의한 대공습으로 큰 피해를 입었다.
- 1947년 3월 1일 - 소노다촌을 편입하였다.
- 1964년 - 태풍 20호로 인해 부상자 1명의 피해를 입었다.
- 2005년 4월 25일 - JR 후쿠치야마선 탈선 사고가 발생하여 사망자 107명이 나왔다.
- 2018년 - 중핵시로 승격하였다.

## 산업
- 모리나가 제과 쓰카구치 공장

## 픽션
- 불량공주 모모코(모모코가 자라난 고향)

## 교통

### 철도
- 서일본 여객철도
  - 도카이도 본선(JR 고베선)
  - 후쿠치야마선(JR 다카라즈카선)
  - JR 도자이선

- 한큐 전철
  - 고베 본선
  - 이타미선

- 한신 전기 철도
  - 본선
  - 난바선

### 버스
- 한신 버스
  - 아마가사키 시내선
  - 한신선
- 아마가사키 교통사업 진흥
- 이타미시 교통국

### 도로
- 메이신 고속도로
- 한신 고속도로
- 국도 2호선
- 국도 제43호선
- 국도 제171호선 (일본)(일본어판)

## 인구
과거에는 고베시에 이어 현내 2위였으나, 인구 감소로 인해 히메지시와 니시노미야시에 밀려 현재는 4위이다. 그러나 인구 밀도는 효고현 시정촌 중 가장 높으며, 일본 전역에서도 30위 안에 든다.
1971년 55만 4155명에서 계속 감소하다가 점차 감소세가 완만해져 2008년에는 37년 만에 인구 증가를 기록했다.
| 연도 | 인구      | ±% |
| ---- | --------- | -- |
| 1970 | 553,696명 | —  |
| 1975 | 545,783명 | —  |
| 1980 | 523,650명 | —  |
| 1985 | 509,115명 | —  |
| 1990 | 498,999명 | —  |
| 1995 | 488,586명 | —  |
| 2000 | 466,187명 | —  |
| 2005 | 462,647명 | —  |
| 2010 | 453,608명 | —  |
| 2015 | 452,563명 | —  |
| 2020 | 459,593명 | —  |

## 자매 도시・제휴 도시
- 독일 바이에른주 아우크스부르크(1959년)
- 중화인민공화국 랴오닝성 안산시(1983년)